# الصراع بين الإنسان والحياة البرية
يشير الصراع بين الإنسان والحياة البرية (إتش دبليو سي) إلى التفاعلات السلبية بين الناس والحيوانات البرية، مع العواقب على الناس ومواردهم، والحياة البرية وموائلها (الاتحاد الدولي لحفظ الطبيعة 2020). يؤثر الصراع بين الإنسان والحياة البرية، الناجم عن التنافس على الموارد الطبيعية المشتركة بين البشر والحياة البرية، على الأمن الغذائي للبشر ورفاه البشر والحيوانات. اشتدت حدة هذه الصراعات في العديد من المناطق خلال العقود الأخيرة نتيجةً للنمو السكاني وتحويل استخدام الأراضي.
يشكل الصراع بين البشر والحياة البرية تهديدًا عالميًا خطيرًا للتنمية المستدامة والأمن الغذائي والمحافظة على البيئة الحضرية والريفية على حد سواء. عمومًا، تشمل عواقب الصراع بين البشر والحياة البرية: تدمير المحاصيل، وانخفاض إنتاجية المزارع، والمنافسة على المراعي والمياه، وافتراس الماشية، وإصابة المزارعين ووفاتهم، وإلحاق الضرر بالبنية التحتية وزيادة خطر انتقال الأمراض بين الأحياء البرية والماشية.
بالإشارة إلى الغابات تحديدًا، يمكن أن تسبب الكثافة العالية للحافريات كبيرة، مثل الأيائل، أضرارًا جسيمة للغابة ويمكن أن تهدد التجدد بسبب دوسها على الأشجار الصغيرة أو رعيها، وفرك نفسها على الأشجار أو تجريد لحاء الشجر. يمكن أن يكون لهذا السلوك آثار اقتصادية مهمة ويمكن أن يؤدي إلى الاستقطاب بين مديري الغابات والحياة البرية (المنتزهات والحياة البرية في كولورادو، 2016).
استخدمت استراتيجيات التخفيف من حدة الصراع سابقًا السيطرة المميتة، والإزفاء، وتنظيم حجم السكان، والحفاظ على الأنواع المهددة بالانقراض. تستخدم الإدارة الحديثة الآن مجموعة أساليب متعددة التخصصات لحل الصراعات. وتشمل تطبيق البحث العلمي والدراسات الاجتماعية والفنون للحد من الصراعات. يمثل التخفيف من حدة الصراع بين الإنسان والحياة البرية أولوية مهمة لإدارة التنوع البيولوجي والمناطق المحمية، لأنه يؤدي إلى عواقب مباشرة وغير مباشرة على البشر والحيوانات. يتطلب حل الصراعات بين الإنسان والحياة البرية وتعزيز التعايش عمليات مدروسة وشاملة وتعاونية تراعي السياقات الاجتماعية والثقافية والاقتصادية الأساسية.
بدأت العديد من البلدان في تضمين الصراع بين الإنسان والحياة البرية صراحةً في السياسات والاستراتيجيات الوطنية لإدارة الحياة البرية والتنمية والتخفيف من حدة الفقر. على المستوى الوطني، يعد التعاون الشامل للقطاعات بين قطاعات الغابات، والحياة البرية، والزراعة، والثروة الحيوانية والقطاعات ذات الصلة الأخرى أمرًا أساسيًا.
يستضيف منتزه غراند كانيون الوطني ملايين الزوار سنويًا وهو موطن إلكة جبال روكي. تؤدي التفاعلات بين البشر والإلكة أحيانًا إلى حدوث إصابات.

## أمثلة على الصراع بين الإنسان والحياة البرية

### أفريقيا

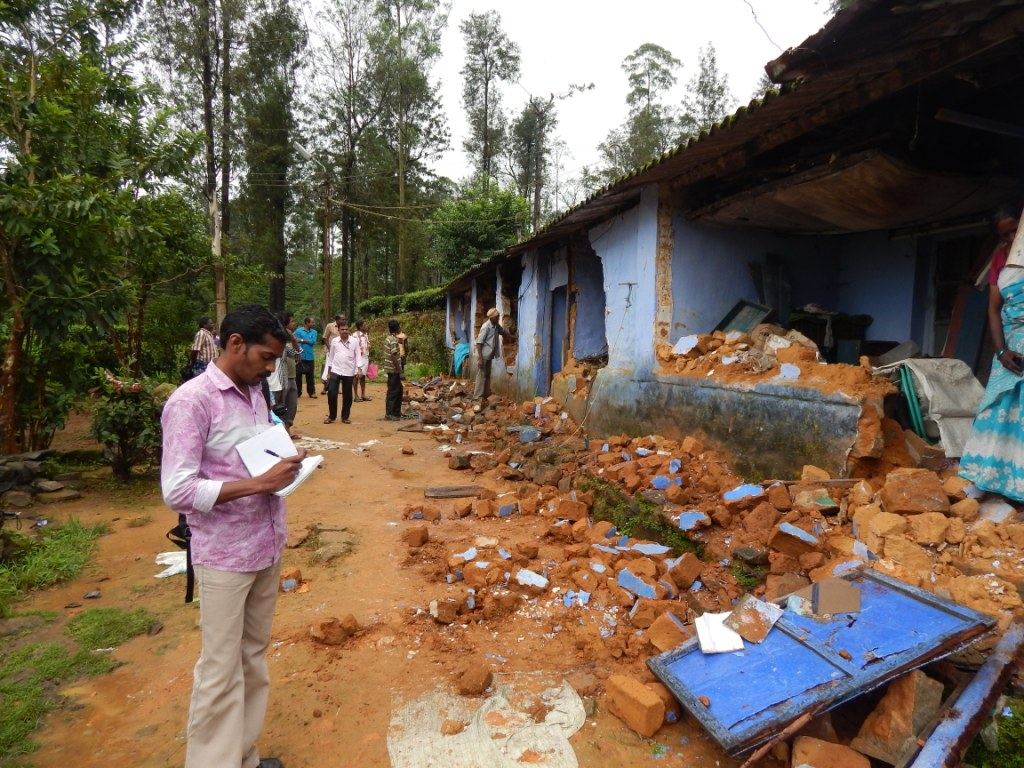
تدمير الفيل الآسيوي للمنازل

تعتبر أفريقيا قارة استوائية ذات تنمية بشرية كبيرة، وبالتالي تعد نقطة ساخنة للتنوع البيولوجي، وللصراع بين الإنسان والحياة البرية. يوجد مثالان أساسيان على الصراع في أفريقيا هما الصراع بين الإنسان والمفترسات (الأسود والنمور والفهود وغيرها) والصراع بين الإنسان والفيلة. وثق جيدًا نهب الحيوانات المفترسة الأفريقية الماشية في كينيا وناميبيا وبوتسوانا وغيرها. تشتبك الفيلة الأفريقية كثيرًا بالبشر، إذ تتقاطع هجراتها طويلة المسافات مع المزارع. يمكن أن تؤدي الأضرار الناتجة التي تلحق بالمحاصيل والبنية التحتية، والبشر أحيانًا، إلى قتل السكان المحليين الانتقامي للفيلة.
أبلغ عن أكثر من 8,000 حادثة صراع بين الإنسان والحياة البرية في عام 2017 في ناميبيا وحدها (البنك الدولي، 2019). قتلت الضباع أكثر من 600 رأس ماشية في منطقة زامبيزي في ناميبيا بين عامي 2011 و2016، وكان هناك أكثر من 4,000 حادثة تلف للمحاصيل، سببت الفيلة التي تنتقل عبر المنطقة أغلبها (الاتحاد الناميبي لمنظمات دعم الإدارة المجتمعية للموارد الطبيعية، 2017 أ).
يهيئ استخدام البشر والتماسيح المتزامن لموارد المياه مناسبات للصراع بين الإنسان والحياة البرية

### آسيا
أصبحت التفاعلات بين الناس والحيوانات البرية أكثر انتشارًا، بسبب الزيادة السريعة في عدد السكان والتنوع البيولوجي المرتفع. تشكل المواجهات بين النمور والبشر وماشيتهم قضية بارزة في القارة الآسيوية، مثل الصراع بين الإنسان والمفترسات في أفريقيا. أدت الهجمات على البشر والماشية إلى تفاقم التهديدات الرئيسية لحماية النمور مثل النفوق، وإبعاد الأفراد عن البرية، والتصورات السكان المحليين السلبية عن الحيوانات. تعد الصراعات مع غير المفترسات شائعة أيضًا، بسبب استمرار غزو الفيلة وقردة المكاك على المحاصيل في كل من البيئات الريفية والحضرية، على التوالي. أدى سوء التخلص من نفايات الفنادق في المدن السياحية إلى تغيير سلوك الحيوانات آكلة اللحوم مثل دببة الكسلان التي تتجنب عادةً سكن البشر والقمامة التي ينتجها البشر.
تقتل الأفيال في سريلانكا، مثلًا، ما يصل إلى 80 شخصًا كل عام ويقتل المزارعون أكثر من 230 فيلًا. اعتبر الفيل السريلانكي مهددًا بالانقراض، ولم يبق في البرية سوى 2500-4000 فيل (المعهد الدولي للبيئة والتنمية، 2019).

### القارة القطبية الجنوبية
حدثت أول حالة وفاة بسبب الصراع بين الإنسان والحياة البرية في القارة القطبية الجنوبية في عام 2003 عندما جرّت الفقمة النمرية عالمة الأحياء البحرية البريطانية الغواصة تحت الماء ما أدى إلى غرقها.

### أوروبا
يشمل الصراع بين الإنسان والحياة البرية في أوروبا التفاعلات بين البشر وكل من الحيوانات آكلة اللحوم والعاشبة. ثبت أن مجموعة متنوعة من الحيوانات غير المفترسة مثل الأيائل، والخنازير البرية، والقوارض والزرزور الأوروبي تلحق الضرر بالمحاصيل والغابات. تخلق الحيوانات آكلة اللحوم مثل الطيور الجارحة والدببة صراعًا مع البشر بسبب تناولها الأسماك المستزرعة والبرية، بينما تفترس أخرى مثل الوشق والذئاب الماشية. ويمكن أن تسبب أقل حالات الصراع بين الإنسان والحياة البرية وضوحًا خسائر فادحة؛ إذ سجلت 500,000 حادثة اصطدام السيارات بالأيائل في أوروبا (1-1.5 مليون في أمريكا الشمالية) أدت إلى 30,000 إصابة و200 وفاة.

### أمريكا الشمالية
تنتشر حالات الصراع بين الإنسان والحياة البرية في أمريكا الشمالية. ويعد نهب الذئاب الأمريكية للماشية مشكلة بارزة في ولاية ويسكونسن، أدت إلى إصابة أو موت 377 حيوانًا أليفًا على مدار 24 عامًا. أبلغ عن حوادث مماثلة في النظام البيئي الكبير في يلوستون، مع تقديم تقارير عن قتل الذئاب الحيوانات الأليفة والماشية. أدى توسع المراكز الحضرية إلى خلق صراعات متزايدة بين الإنسان والحياة البرية، ووثق حدوث تفاعلات بين الإنسان وذئاب القيوط وأسود الجبال في مدن في كولورادو وكاليفورنيا، على التوالي، من بين مدن أخرى. تعتبر القطط الكبيرة مصدرًا مشابهًا للصراع في وسط المكسيك، حيث تنتشر تقارير عن نهب الماشية على نطاق واسع، ولوحظ حدوث تفاعلات بين البشر وذئاب القيوط في المدن الكندية أيضًا.

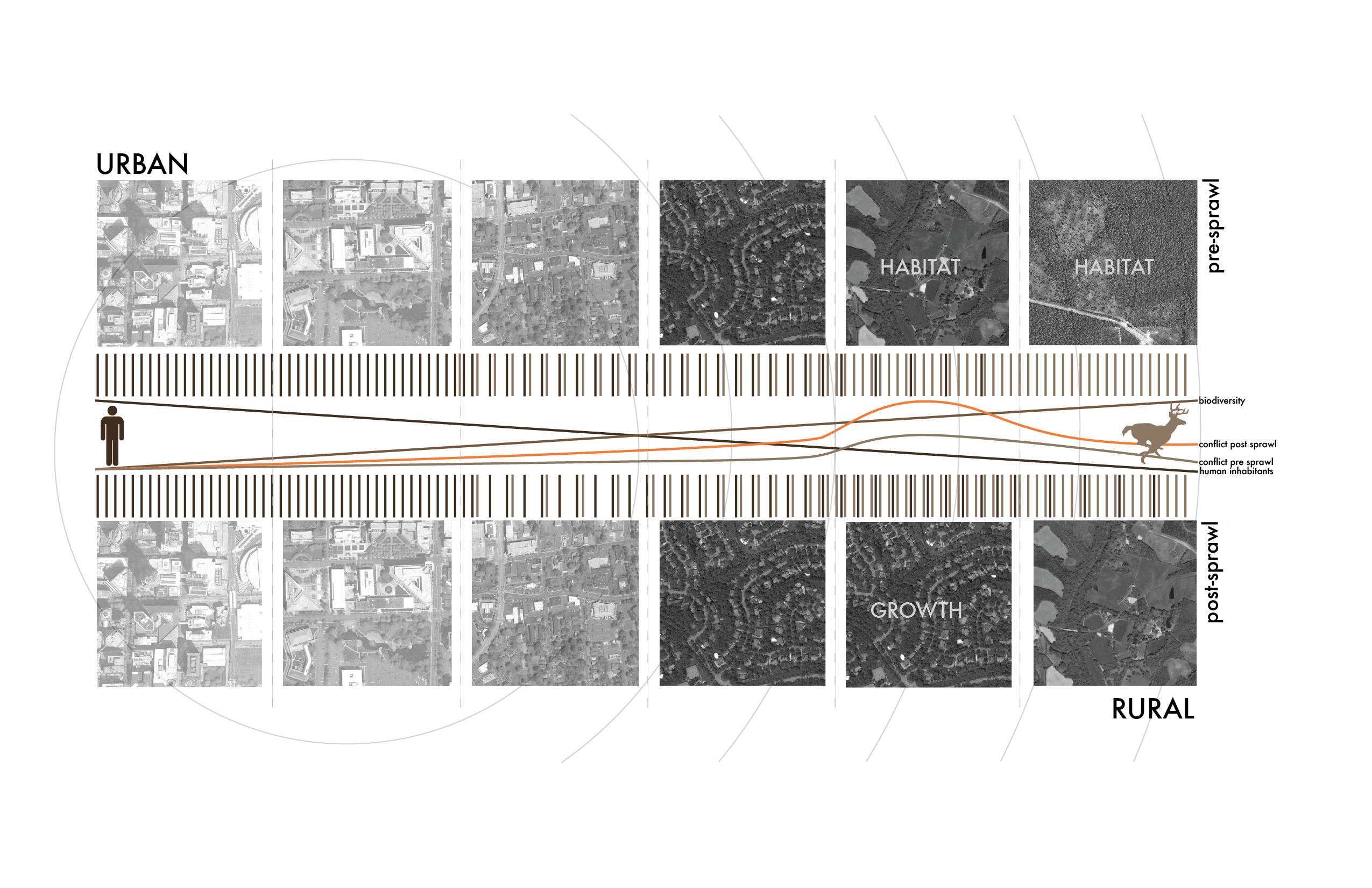
رسم تخطيطي للصراع بين الإنسان والحياة البرية في المدن الأمريكية المتوسعة.

### أوقيانوسيا
أدت هجمات كلاب الدنغو البرية على البشر (التي أدت إلى وفاة طفل) في جزيرة كغاري-فريزر في أستراليا، إلى صراع بين الإنسان والحياة البرية تطلب تدخلًا علميًا لإدارته. في نيوزيلندا، أدى عدم الثقة وعدم استحسان إدخال الطيور المفترسة (مثل صقر نيوزيلندا) إلى المشاهد الطبيعية للكروم إلى توترات بين الناس والحياة البرية المحيطة. أبلغ، في حالات قصوى، عن مهاجمة الطيور الكبيرة الأشخاص الذين يقتربون من أعشاشها، ويعتبر الصراع بين الإنسان والعقعق في أستراليا مثالًا معروفًا. وثق الصراع حتى في البيئات الحضرية، حيث أدى التطور إلى زيادة وتيرة التفاعلات بين الإنسان والأبسوم في سيدني.